# Ethniki Odos 94
Die Ethniki Odos 94 (griechisch Εθνική Οδός 94 ‚Nationalstraße 94‘) verbindet die Stadt Chania auf der Insel Kreta mit dem auf der Halbinsel Akrotiri gelegenen Flughafen Chania. Sie führt auf der Eleftherios-Venizelos-Straße aus der Innenstadt von Chania nach Osten hinaus und weiter auf der Konstantinos-Mitsotakis-Straße über Pithari und Aroni an Sternes vorbei auf die den Flughafen ringförmig umfahrende Straße.